# Enes Keleş
Enes Keleş (* 20. Februar 1997 in Samsun) ist ein türkischer Fußballspieler.

## Karriere

### Verein
Keleş begann mit dem Vereinsfußball in der Jugend von Samsunspor. Zur Rückrunde der Saison 2015/16 erhielt er hier einen Profivertrag, spielte aber eine weitere halbe Spielzeit für die Nachwuchsmannschaften. Trotzdem wurde er ab dem Sommer 2016 auch am Training der Profimannschaft Samsunspors beteiligt und gab schließlich am 21. August 2016 in der Ligabegegnung gegen Adana Demirspor sein Profidebüt.
Für die Saison 2017/18 wurde er an den Drittligisten Tokatspor verliehen.

### Nationalmannschaft
Keleş startete seine Nationalmannschaftskarriere im April 2012 mit einem Einsatz für die türkische U-16-Nationalmannschaft.